# Kurt Raudnitz
Kurt Raudnitz (21. května 1900 Vídeň – někdy po 6. září 1943 Osvětim) byl český fotbalista, záložník.

## Fotbalová kariéra
Hrál za DFC Prag. V nejvyšší soutěži nastoupil v roce 1925 za DFC Prag ve 3 utkáních.

## Ligová bilance
| Ročník              | Zápasy | Góly | Klub     |
| ------------------- | ------ | ---- | -------- |
| Asociační liga 1925 | 3      | 0    | DFC Prag |
| CELKEM              | 3      | 0    |          |